# Heinz Roch
Pour les articles homonymes, voir Roch.
Heinz Roch (17 janvier 1905 à Essen – 10 mai 1945 à Trondheim) est un SS-Oberführer allemand et Höhere SS- und Polizeiführer pendant la Seconde Guerre mondiale.

## Biographie
Fils d'ouvrier, Heinz Roch naît à Essen le 17 janvier 1905. Il fait des études commerciales puis travaille comme agriculteur, meunier, laborantin, boucher... Il s’inscrit au NSDAP en 1922, et en 1923 est arrêté par les Français pour sabotage, lors de l’occupation de la Ruhr. Amnistié, il adhère au « Frontbann (de) », un mouvement d’extrême droite formé par Röhm alors que le NSDAP est interdit.
Il réintègre le parti en 1926 et s’engage dans la SA. Professionnellement, il devient vendeur d’autos entre 1928 et 1931.
En 1930, il entre dans la SS, dirige diverses unités locales et devient membre du Landtag de Prusse (5e législature) en 1933 jusqu'à sa dissolution.
En 1936, il est promu SS-Oberführer. En 1939, il s’engage dans la division « Totenkopf » et participe à la campagne de France. En janvier 1942, il fait partie du commandement suprême de la police et des SS « Russland Mitte », il s’occupe des opérations de sécurité le long de la ligne frontière de la Pologne. En mars 1943, il est nommé HSSPf de la région de Simferopol et y reste jusqu'à mai 1944. Il y opère des actions contre les partisans, Juifs et communistes. Après la reconquête de Simferopol par les Soviétiques, il est nommé HSSPf dans la région de Bialystok. En novembre 1944, il est HSSPf dans le nord de la Norvège, où il reste jusqu’à la fin de la guerre.
Pour ne pas être capturé par les Alliés, il se suicide le 10 mai 1945.